# 大叶藤属
大叶藤属（学名：Tinomiscium）是防已科下的一个属，为藤状灌木植物。该属共有7种，分布于热带亚洲。